# Люси Дяковска
Людмила „Люси“ Любомирова Дяковска е българска поп певица, член на германската поп група „Ноу Ейнджълс“.

## Ранни години
Люси е родена в град Плевен, България. Тя е първото дете във вече известното семейство Дяковски. Майка ѝ е пианистка, баща ѝ – оперен певец. Нейният дядо е Иван Вълев, един от най-известните фолклорни композитори. Брат ѝ Александър Дяковски е баскетболист. Той е треньор на Спартак Плевен. Люси още преди да започне да говори, вече играела на сцена. На шест години е била нейната първа изява в операта заедно с баща ѝ.
Веднага след това решила, че иска да се занимава с класическо пеене. Когато на 14 години изпява първата си самостоятелна песен пред публика ѝ става ясно, че иска да покори света със своя собствена музика. След завършването си през 1995 г. напуска България. Заминава за Хамбург, Германия, за да учи в „Stage School of Dance & Drama“ (специализирано училище за танци и актьорско майсторство). Пристига в Германия с 500 германски марки; почти не знае немски език. За да може да финансира следването си, работи в мюзикъла „Buddy“, в който получава ангажимент веднага след завършването си през 1997 г.

## Кариера
Своята звездна кариера започва чрез кастинга за Popstars в Хамбург, през август 2000 г. Съдиите са впечатлени от нейното представяне. Тя заема място в топ тридесет финалисти и пътува до Майорка, Испания, за да се присъедини за семинар там. Тя е избрана да бъде част от групата. Така се сформира групата „Ноу Ейнджълс“, заедно с още 4 певици, която за съвсем кратко време се превръща в най-известната поп група в Германия. Групата пуска първия си сингъл „Daylight in your eyes“, който още с пускането си става хит и е на първо място. В следващите три години Люси и „не-ангелите“ постигат златен и платинен албум и печелят всички награди, давани от европейския музикален бизнес и така „Ноу Ейнджълс“ става най-успешната група в континентална Европа. Групата издава 5 албума, от които са продадени над 5 милиона копия. През 2001 и 2002 г. се организират турнета в цяла Германия, Австрия и Швейцария. През септември 2003 г. „Ноу Ейнджълс“ се разпада.
Въпреки препълненото си с ангажименти ежедневие покрай „Ноу Ейнджълс“, през 2002 г. Люси Дяковска сключва договор за участие в мюзикъла „Котките“. Репетира всяка свободна минута и се представя блестящо в ролята си на нахалната котка Rumpleteazer на сцената на щутгартския SI-Centers.
Дебютът ѝ като авторка на песни започва с баладата „Stay“, която е включена в албума на групата „Now… Us!“. Първите си стъпки като продуцентка прави със самостоятелно написаната „Uptempo-Nummer Confession“, която е включена в третия ѝ албум „Pure“. Докато участва в мюзикъла „Buddy“, пише и още една песен „Funky Dance“, която е включена като бонус трак към сингъла „All Cried Out“ от албума „When The Angels Swing“, реализирана като Big Band версия.
За да може и за в бъдеще да работи и продуцира самостоятелно, създава своя продуцентска компания, през октомври 2003 г., под името „Schmanky Records“ и купува собствено студио, в което може по всяко време свободно да се отдаде на своя музикален талант.
През 2004 г. слиза за кратко от музикалната сцена и започва участие в мюзикъла „Jekyll & Hyde“. За по-дълго време се задържа в ролята на проститутката Lucy Harris на сцената на Кьолнския музикален дом и се затвърждава с актьорски талант и силен глас. Въпреки това липсва на своите фенове, а поп сцената не е същата. През лятото същата година се завръща в своето студио и подготвя нови песни.
Когато я питат дали иска да изпълни водещата песен към кинофилма „Zwei Brüder“ („Двама братя“) на майстор-режисьора Жан-Жак Ано, не оставя да я попитат втори път. Завладяна от историята на филма за две тигърчета братя, пише изпълнената с емоции и едновременно силна балада „Where“, която стартира заедно с филма през септември 2004 г.
През зимата на 2004 г. продуцира коледен албум „Your Stars For Christmas“, в който е включена фолклорната коледна песен „The Wish“, чийто оригинал нейният дядо е написал за женски хор. Превежда английска версия, аранжира я и я продуцира самостоятелно. Българската група „Ку-ку бенд“ приема да изпълни песента.
В края на 2004 г. амбициозната певица влиза в „Trick-Studio“ заедно със своят копродуцент Стефан Улман, за да работят над нейния първи самостоятелен албум. При записа на самостоятелно написаните и композирани песни работи с високо квалифицирани музиканти, като Armin Rühl (Барабани), Alfred Kritzer (Пиано) и Stephan Ullmann (Китара), с помощта на които албумът „вижда бял свят“.
Първата песен „The Other Side“ и също така нареченият албум на Lucylicious, като псевдоним на Люси и групата, излизат на пазара в лятото на 2005 г. Така певицата показва пред почитателите си една наистина „друга страна“ от себе си.
В началото на 2007 г. със Санди, Надя и Джесика по инициатива на Люси, вземат решението да възстановят групата „Ноу Ейнджълс“ заради своите почитатели. Дяковска и нейните колежки съобщават официално своето завръщане с песента „Goodbye To Yesterday“, преди да издадат и своя албум „Destiny“ през април 2007 г.
През 2008 г. певицата спомага и за издигането на кариерата на друг млад изпълнител, който не е популярен в България.
В края на 2007 г. е избрана за член на жури, определящо кандидати за певци в предаването на Иван Христов и Андрей Арнаудов „Music Idol 2“. През 2008 г. със Санди, Надя и Джесика представят на сцената на „Music Idol 2“ отново събралата се група „Ноу Ейнджълс“. През юни с нейна, на Вили Казасян, Есил Дюран и Димитър Ковачев – Фънки подкрепа България става свидетел на новия музикален идол Тома Здравков. През 2015 г. е част от журито на „X Factor“ като е ментор на отбора на групите. През 2017 е участник в „Като две капки вода“.

## Личен живот
Люси Дяковска е хомосексуална. През 2012 г. участва в телевизионното шоу „Вип Брадър 2012“, заедно със своята партньорка Камелия Веселинова.

## Противоречия
На 26 февруари 2013 г. певицата участва в телевизионно предаване по канал „Das Erste“ на германската обществена телевизия „ARD“. Темата – „Бедните имигранти: претоварена ли е Германия?“. В рамките на участието си Дяковска заявява пред телевизионната аудитория, че „ромите не могат да се интегрират в нормални жилищни условия“. Тя разказва как съсипвали напълно ремонтирани жилища в България и отглеждали в тях дори коне и кози. Ромският активист Хамзе Битици, също гост в студиото, оспорва твърденията ѝ и подчертава, че не всички роми живеят в гета. Той се обявява против стигматизирането им.